# دالایدن
دالایدن (به آلمانی: Daleiden) یک شهر در آلمان است که در بیتبورگ-پروم واقع شده‌است.